# Alors on danse
„Alors on danse“ je píseň belgického hip-hopového zpěváka Stromae. Píseň pochází z jeho debutového studiového alba Cheese. Produkce se ujal producent Dimitri Borrey.

## Hitparáda
| Země    | Umístění |
| ------- | -------- |
| Anglie  | 25       |
| Kanada  | 46       |
| Evropa  | 1        |
| Německo | 1        |
| Švédsko | 2        |
| Česko   | 1        |

| "Tik Tok" od Kesha | Německé #1 hity 12. března ~ 25. března 2010 | "Satellite" od Lena Meyer-Landrut |